# Bolešov
Bolešov je obec na Slovensku v okrese Ilava v Trenčínském kraji. Žije v ní přibližně 1 600 obyvatel.

## Historie
Nejstarší osídlení obcí Bolešov – Piechov pochází z neolitu (4. tisíciletí př. n. l.). Nejstarší známá a publikovaná písemná zmínka o obci Bolešov pochází z roku 1331 (Bolles), i když obec Piechov se vzpomíná v listině z roku 1238. V roce 1241 obec napadli Tataři. Od roku 1318 si obyvatelé obce od benediktinských mnichů osvojili ovocnářství. V roce 1431 pronikli na Pováží husité a pustošili ho. V létě roku 1528 řádila vojska generála Katzianera. V roce 1605 mělo stavovské povstání proti Habsburkům špatný dopad na život obce. Dne 6. září 1648 bylo na Pováží silné zemětřesení, v letech 1748 a 1813 byly velké povodně. V roce 1831 byla zaznamenána cholera a vznikl bolešovský recept na její léčení, který se zachoval dodnes. V roce 1853 probíhala v obci komasace pozemků. V roce 1910 byla uvedena do provozu železniční trať.
Dne 1. ledna 1943 byly obce Bolešov a Piechov sloučeny do jedné obce pod názvem Bolešov. Dne 1. května 1945 byla obec osvobozena od Němců.

## Přírodní poměry
Obec Bolešov se nachází na středním Pováží, na pravém břehu Váhu. Území obce je součástí Ilavské kotliny, která je ze západu obklopena pohořím Bílých Karpat a z východu pohořím Strážovských vrchů. Do katastrálního území obce zasahuje část přírodní památky Dračia studňa.
Podnebí obce Bolešov můžeme charakterizovat jako mírné s nevelkými výkyvy zimních a letních teplot. Průměrná roční teplota je kolem 8–9 °C. V červenci je průměrná teplota vyšší než 26 °C. Průměrný roční úhrn srážek se pohybuje kolem 800–900 milimetrů.

## Obyvatelstvo
| \| Národnostní složení – Bolešov (okres Ilava) SODB 2001 \| Národnostní složení – Bolešov (okres Ilava) SODB 2001 \| Národnostní složení – Bolešov (okres Ilava) SODB 2001 \| Národnostní složení – Bolešov (okres Ilava) SODB 2001 \| Národnostní složení – Bolešov (okres Ilava) SODB 2001 \| \| ----------------------------------------------------- \| ----------------------------------------------------- \| ----------------------------------------------------- \| ----------------------------------------------------- \| ----------------------------------------------------- \| \| \| \| \| \| \| \| Slováci \| Slováci \| \| 99,00 % \| 99,00 % \| \| Češi \| Češi \| \| 1,00 % \| 1,00 % \| |         |  |         |         |
| Národnostní složení – Bolešov (okres Ilava) SODB 2001 |         |  |         |         |
| |         |  |         |         |
| Slováci | Slováci |  | 99,00 % | 99,00 % |
| Češi | Češi    |  | 1,00 %  | 1,00 %  |

| \| Náboženství – Bolešov (okres Ilava) SODB 2001 \| Náboženství – Bolešov (okres Ilava) SODB 2001 \| Náboženství – Bolešov (okres Ilava) SODB 2001 \| Náboženství – Bolešov (okres Ilava) SODB 2001 \| Náboženství – Bolešov (okres Ilava) SODB 2001 \| \| --------------------------------------------- \| --------------------------------------------- \| --------------------------------------------- \| --------------------------------------------- \| --------------------------------------------- \| \| \| \| \| \| \| \| Římskokatolická c. \| Římskokatolická c. \| \| 97,00 % \| 97,00 % \| \| Ostatní, nezjištění \| Ostatní, nezjištění \| \| 3,00 % \| 3,00 % \| |                     |  |         |         |
| Náboženství – Bolešov (okres Ilava) SODB 2001 |                     |  |         |         |
| |                     |  |         |         |
| Římskokatolická c. | Římskokatolická c.  |  | 97,00 % | 97,00 % |
| Ostatní, nezjištění | Ostatní, nezjištění |  | 3,00 %  | 3,00 %  |

## Pamětihodnosti
Nejstarší architektonickou památkou je kaštel v kdysi samostatné obci Piecha. Původně renesanční objekt ze 17. století byl v následujícím století upraven ve stylu romantismu. Ze sakrálních staveb je nejstarší kaple svatého Jana Nepomuckého z konce 18. století nacházející se v severní části obce. Největší sakrální stavbou v obci je římskokatolický kostel svatého Ondřeje apoštola z roku 1939. Byl postaven na místě starého barokního kostela postaveného v roce 1674 a zbořeného v roce 1937. Stavba nového kostela se uskutečnila v letech 1937–1939 podle návrhu tehdejšího kaplana Štěpána Samaka a projektu architekta Milana Michala Harmince.

## Osobnosti
- Jozef Kompánek (1836–1917), básník a prozaik, katolický kněz a bojovník za sociální práva, bolešovský kaplan
- Jozef Laco (1872–1941), entomolog – koleopterolog, botanik a lidový léčitel
- Karol Kmeťko (1875–1948), arcibiskup nitranský, deklarant Martinské deklarace a vlastenec
- František Pospíšil (1885–1958), český etnograf a muzejník, univerzitní profesor